# Mi Tren
El Tren Metropolitano de Cochabamba, también conocido como Mi Tren, es un sistema de tren ligero o tranvía, ubicado en la región metropolitana de Cochabamba, al centro de Bolivia, que une los centros administrativos de Sacaba, Cochabamba, Colcapirhua, Quillacollo, Vinto y Sipe Sipe. Es la segunda empresa estatal de transporte público metropolitano en Bolivia.
El 13 de septiembre de 2022 fueron inauguradas las líneas Roja y Verde del Tren Metropolitano de Cochabamba. La Línea Amarilla actualmente se encuentra en construcción.
Es el primer y único sistema contemporáneo de transporte público por tren actualmente en Bolivia, y el primer sistema de transporte urbano operado por el Estado en Cochabamba desde la «privatización» ocurrida como consecuencia del Decreto Supremo 21060.

## Historia

### Primeros tranvías de Cochabamba (1910-1948)
En enero de 1910, la Empresa de Luz y Fuerza Eléctrica de Cochabamba propuso construir un tranvía eléctrico de Quillacollo a Arani, propuesta que fue aceptada por el gobierno del presidente Eliodoro Villazón. Así es como se construyó una línea que recorría Vinto-Quillacollo–Cochabamba con distancia de 18 kilómetros y otra desde Cochabamba hasta Arani de 60 kilómetros. Los vagones de primera y segunda clase fueron fabricados por la alemana MAN. El consumo de electricidad de los tranvías era durante el día, por medio de la central eléctrica de Chocaya, prestando servicios por el año 1910, año del centenario de la Revolución de Cochabamba.
En el año 1939 el tranvía sufrió una decadencia económica que ocasionó que fuesen retirados del servicio debido a su baja rentabilidad, pero seguido de movilizaciones sociales, tuvieron que ser reactivados en el mismo año, para luego ser definitivamente finiquitados en 1948.

### Planificación y financiamiento (2015-2017)
Para las elecciones subnacionales del 2015, una de las promesas de campaña del candidato a Gobernador Iván Canelas fue la construcción de un tren que abarcará toda el área metropolitana. Canelas ganó las elecciones con el 61,61% de los votos. Sin embargo, la Gobernación de Cochabamba no ejecutó la obra y dejó la responsabilidad al gobierno central, el cual construye y opera la obra a través del Ministerio de Obras Públicas, Servicios y Vivienda.
El 12 de septiembre de 2015, el gobierno central anunció que la licitación para la construcción del tren metropolitano de Cochabamba había sido adjudicada a la empresa española JOCA con una inversión de 537 millones de dólares, que superó las ofertas de la suizo-alemana Molinari y la coreana Hyundai Rotem. Posteriormente, en octubre de 2016 se anunció que JOCA acordó realizar una asociación con Molinari para construir juntos la red, constituyéndose la Asociación Accidental Tunari.
En noviembre de 2016, el Gobierno promulgó el Decreto Supremo 2981 el cual autoriza al Ministerio de Obras Públicas a suscribir un contrato de crédito para el financiamiento del proyecto del Tren Metropolitano de Cochabamba. En mayo de 2017, tras 20 meses de gestiones para conseguir el financiamiento, el ministro de Obras Públicas, Milton Claros, anunció la firma del contrato con los representantes del KfW IPEX-Bank. Señaló que en primera instancia la inversión llegaría a un monto estimado de 630 millones de dólares, 504 para la obra y 126 para cubrir los intereses del crédito. El Ministerio suspendió el primer contrato con la empresa española JOCA y su socia Molinari, porque no se llegó a un entendimiento sobre el pago de 52 millones de dólares por el impuesto de importación de material. 
Sin embargo, mediante otro Decreto Supremo, el 3245 del 5 de julio de 2017, se abrogó el Decreto 2981 y se autorizó al Ministerio de Economía transferir 3.112.160.151 bolivianos (447,6 millones de dólares) al Ministerio de Obras Públicas para la ejecución del proyecto del Tren Metropolitano de Cochabamba. El 7 de julio de 2017 el gobierno central lanzó una nueva invitación internacional a 24 empresas para la adjudicación del proyecto. La Asociación Accidental Tunari, compuesta por JOCA y Molinari, se adjudicó el segundo contrato para la construcción del tren metropolitano al ser la única empresa que presentó una propuesta en seis días, entre el 18 y 25 de julio.
El 4 de agosto de 2017, el viceministro de Transportes, Galo Bonifaz, firmó el segundo contrato con la Asociación Accidental Tunari, financiado con las arcas del Tesoro General de la Nación (TGN), con la participación de los representantes legales de cada institución involucrada, entre ellos el coordinador de Ferrocarriles del Ministerio en Cochabamba, Ariel Torrico Rojas. Asimismo, también participaron Gonzalo López y Domingo García junto con Paulo Ponseca, en representación de las empresas JOCA y Molinari respectivamente. El documento reconoce tres fases, la primera destinada a la elaboración del estudio técnico, la segunda a la construcción del tren y la tercera a la puesta en marcha del tren. Se estipula que los contratistas podrán solicitar un anticipo del 20% para el inicio de obras. Las dos fases tenían que cumplirse en un tiempo no mayor a cinco años desde la celebración del contrato.
El gobierno central financió el Tren Metropolitano de Cochabamba en su totalidad, proyecto que fue observado durante el proceso de contratación y a la empresa que se adjudicó el proyecto, la española JOCA.

#### Costos del proyecto
El monto del proyecto del tren tiene un aproximado de 447,7 millones de dólares americanos, de los cuales el material rodante cuesta 787,5 millones de bolivianos, un aproximado de 114 millones de dólares americanos. Esto representa el 25,71 por ciento del presupuesto total, representado por el inventario de repuestos que se deben dejar en cocheras, el transporte desde Europa a Cochabamba, los impuestos a Aduana Nacional, el simulador, la puesta en marcha y otros más en los 12 tranvías.
Luego de la inauguración en septiembre de 2022, la inversión total del proyecto subió a más de 3.112,1 millones de bolivianos (456,1 millones de dólares americanos). Dividido por líneas, la línea roja de 5,5 km tuvo una inversión de 256,1 millones de bolivianos (37,52 millones de dólares americanos), mientras que la línea verde de 27 km requirió 936,5 millones de bolivianos (137,3 millones de dólares americanos).

### Construcción (2017-2022)

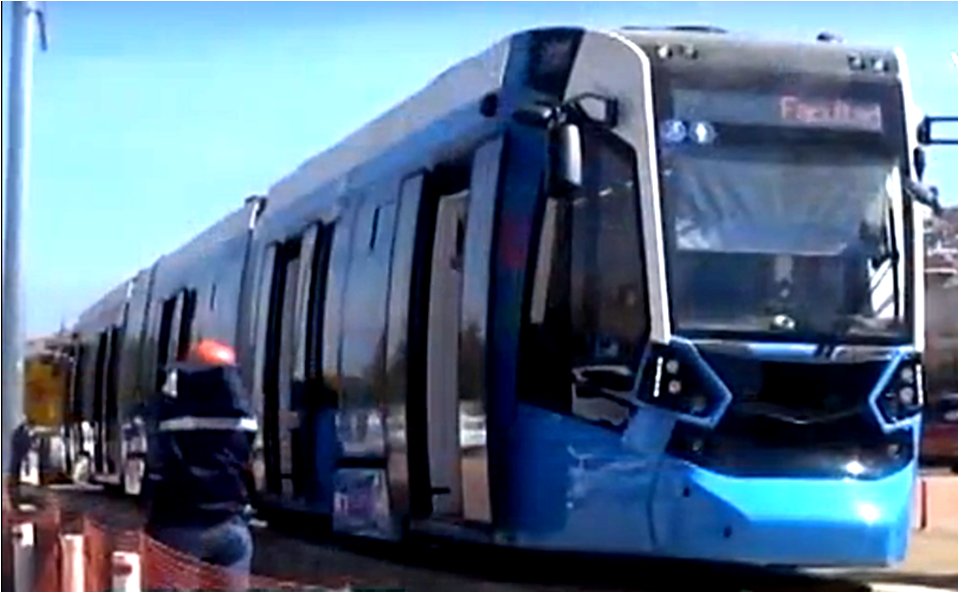
Instalación de coches, a la altura de Estación Agronomía. Septiembre 2019. Vía Abya Yala Televisión.

El inicio de obras comenzó la noche del 16 de agosto de 2017, con la presencia de las autoridades del Gobierno de Evo Morales, que formaron parte de la comitiva, acompañados por sectores empresariales de la región, autoridades regionales, sectores sociales, y el presidente de la Sociedad de Ingenieros de Bolivia, Ing. Marco Antonio Fuentes Villa. El acto fue realizado en la "Estación Antigua de San Antonio", una exestación propiedad de la Empresa Nacional de Ferrocarriles del Estado.  El proyecto tuvo un costo de 447,6 millones de dólares. Tendrá, al concluirse la Línea Amarilla, una longitud de aproximadamente 42 kilómetros y 22 paradas para las tres líneas.
El desmontaje se inició el 1 de septiembre de 2017. El sistema contará con 12 trenes con cinco vagones con capacidad de 200 personas que transportará a una velocidad de 80 kilómetros.
El ministro Milton Claros, presentó el 23 de julio de 2018 un concurso para la presentación de alternativas del diseño arquitectónico de la fachada de la estación central del tren metropolitano de Cochabamba. Explicó que ese concurso estaba abierto para estudiantes de arquitectura y ramas afines, y anunció que las ideas de los participantes se recibirían entre el 24 de julio y el 24 de septiembre de 2018.  Por su parte, el viceministro de Vivienda y Urbanismo, Javier Delgadillo, detalló que el primer premio del concurso era de 25.000 bolivianos, el segundo en 12.000 bolivianos y el tercero en 7.000 bolivianos, cuya entrega se realizó el 28 de septiembre.

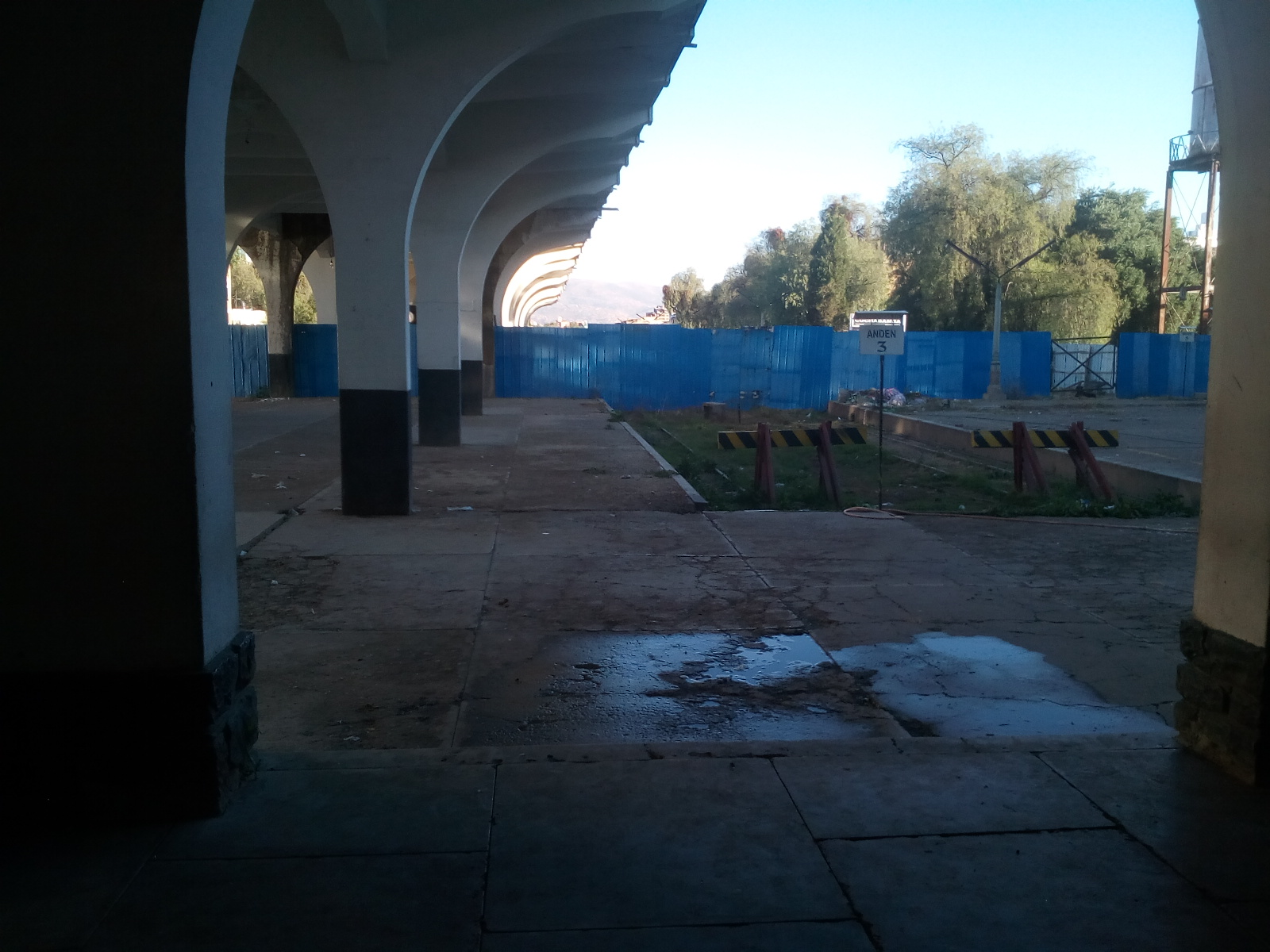
Vista del ánden de la Estación Antigua, y un espacio de construcción al fondo. Fotografía realizada el 2018.

La Asociación Accidental Tunari contrató a la compañía alemana-suiza Stadler Rail AG para la construcción de las 12 locomotoras y vagones de pasajeros del tren metropolitano de Cochabamba, informó el coordinador general de la Unidad Técnica de Ferrocarriles, Ariel Torrico. Detalló que el documento suscrito incluye acápites para garantizar la capacitación de operadores y la provisión de un inventario de repuestos. Detalló que las locomotoras y los vagones serán fabricados con una inversión de 760 millones de bolivianos.
Por otro lado, la cámara de diputados de la Asamblea Legislativa aprobarón en grande y en detalle la "Ley de declaratoria de Necesidad Pública, expropiación de bienes inmuebles, y autorización para transferencia a título gratuito para ejecución del proyecto Tren Metropolitano", sancionado el 16 de abril de 2019, todo a nombre del Gobierno Central. Dicha norma de seis artículos, con el objetivo de necesidad de hacer efecto la expropiación para la "necesidad" del proyecto, a favor del Ministerio de Obras Públicas.
El 10 de septiembre de 2019, llegaron los primeros tres vagones del "tren" desde Iquique, Chile. Dichos vagones fueron descargados y ensamblados en la riel de la "Línea Roja".Más tarde, el 13 de septiembre de 2019 llegó la primera Subestación de Extracción Eléctrica (SET), para dotar la electricidad del transporte, en contacto al hilo de contacto de tranvía necesaria para la movilización del tren, siendo una de 19 subestaciones que vienen desde España, indicó el coordiinnador de la Unidad Técnica de Ferrocarriles del Ministerio, Ariel Torrico.
El responsable de la línea amarilla de la Unidad Técnica de Ferrocarriles del Ministerio de Obras Públicas, Wanderley Cárdenas, informó de una realización de estudios geotécnicos debajo del puente vehicular de Cala Cala “para validar las estructuras”, que se implementarán en el trazo, realizado el 26 de octubre de 2019. Explicó que este estudio permitirá conocer la capacidad del terreno para saber “con absoluta claridad” el tipo de estructura y la fundación que soportará la vía del tren en el lecho.
En la mañana del 15 de septiembre de 2020, llegaron los 12 módulos que quedaron varados en Chile, y fueron anexados a los rieles de la Estación Central de San Antonio.
Tras muchos inconvenientes y escándalos con la línea amarilla, el coordinador de la Unidad Técnica de Ferrocarriles, Gonzalo Pally anunció que se realizarían las pruebas del tren y posterior entrega únicamente de las líneas roja y verde hasta septiembre de 2022. Además, el coordinador resalta que el tranvía podría funcionar por dos meses de manera gratuita por las rutas anteriormente mencionados.

### Primeras pruebas de circulación (2021)
El Ministerio de Obras Públicas avisa a la prensa la estimación de que las pruebas de circulación del sistema de tren ligero se realizaria el mes de septiembre de 2021, tanto en la línea roja como línea verde.

### Inicio de operaciones comerciales (2022)

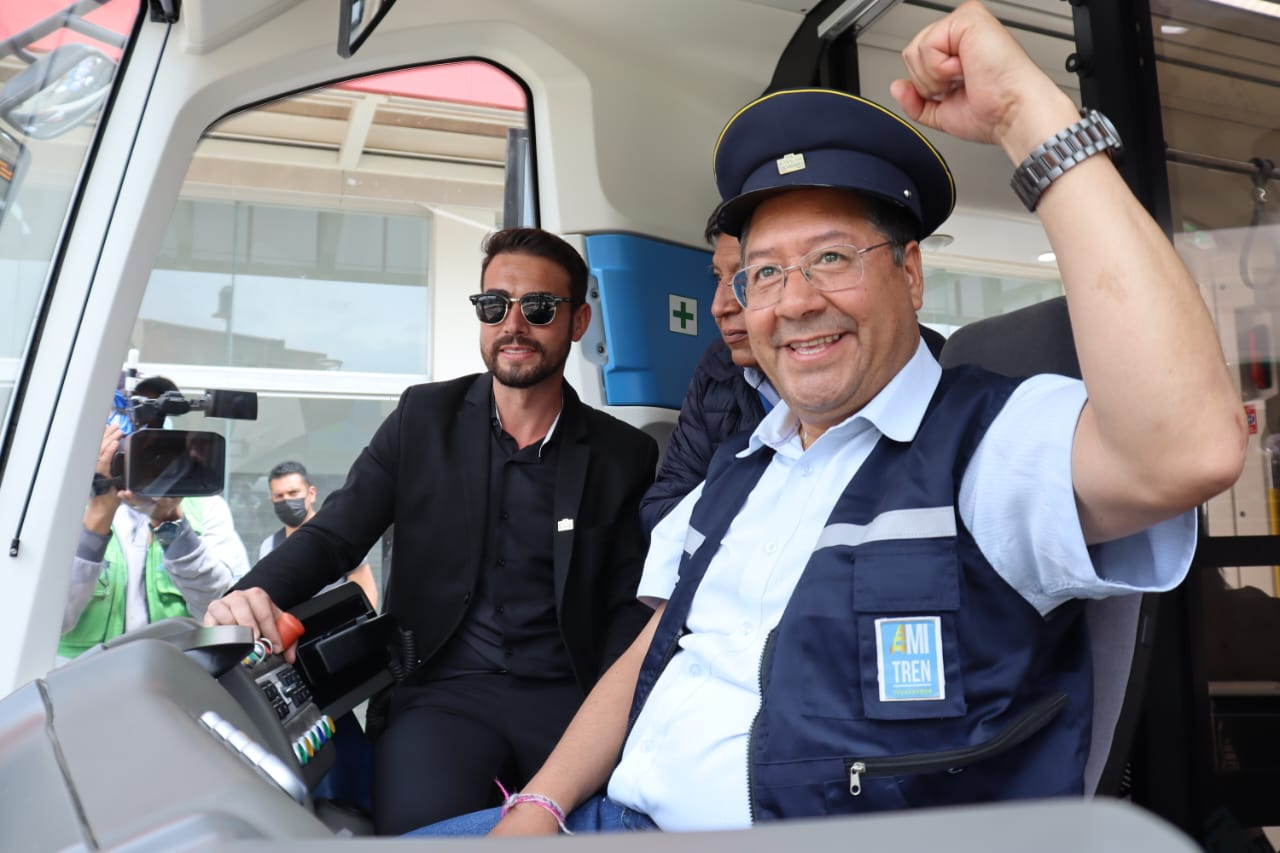
Presidente Luis Arce, durante la inauguración del tren metropolitano.

La coordinación para el inicio de operaciones del Tren Metropolitano fue realizada en los primeros días de septiembre de 2022. Desde la Autoridad de Regulación y Fiscalización de Telecomunicaciones y Transporte (ATT), mediante las redes sociales se confirmó que el 8 de septiembre se hizo una verificación técnica del recorrido en la línea verde desde Estación Central San Antonio hasta Estación Municipal Quillacollo. También se resaltó las pruebas de calidad en las estaciones y paradas, y calidad de los trenes.
Al mediodía del 13 de septiembre de 2022, se abrió paso para las operaciones comerciales del Tren Metropolitano en sus dos líneas (roja y verde), con actos protocolares en la Estación Central San Antonio, y con la participación del presidente constitucional Luis Arce Catacora, autoridades del departamento de Cochabamba, organizaciones sociales, simpatizantes del  MAS-IPSP, y público presente.

### Ampliación de Línea Roja (2023 - 2024)
Desde la Unidad Técnica de Ferrocarriles, dependiente del Ministerio de Obras Públicas del Estado Plurinacional de Bolivia se indicó a la prensa en la extensión y/o ampliación de la Línea Roja del Tren Metropolitano. Dicha ampliación consiste en llegar a hasta el Área Comercial «La Cancha», en pleno centro centro de la ciudad de Cochabamba, con la rehabilitación de la estación antigua, conocida como «Estación Cochabamba», que tiene una infraestructura declarada patrimonio, y que dejada en el olvido, para así recuperarla.  Asimismo la ampliación hacia el sur hasta la zona urbana de Ushpa Ushpa, al límite con el municipio de Arbieto. La inversión fue de 68 millones de bolivianos (casi 10 millones de dólares estadounidenses).

### Nuevas rutas
El responsable de la Unidad Técnica de Ferrocarriles (UTF), Augusto Chassagnez reveló que se están haciendo estudios para llegar a la turística zona conurbana de la Angostura, donde se encuentra  Laguna La Angostura. Así mismo se revela un proceso para estudiar nuevas rutas para Tiquipaya y Sacaba. Todo los detalles fueron descritos en una nota informativa de Radio Illimani.

## Accidentes e incidentes

### Robo de cables

#### 24 de septiembre de 2022
El director de la Operadora «Mi Tren», Júnior Vega reclamó ante la prensa boliviana y la policía boliviana de un robo de casi 50 metros de cable de cobre en las instalaciones de línea roja, cerca de instalaciones del depósito de Ingenio Azucarero Guabira, ubicado en la Avenida Petrolera, cerca de la parada «Alejo Calatayud». En las imágenes difundidas por «Mi Tren» a redes sociales y medios de comunicación se observa como delincuentes forzaron una cámara de cemento, contando 50 metros de cableado.
La denuncia que fue puesta ante la autoridad de la Fuerza Especial de Lucha Contra el Crimen (FELCC), para sus respectivas investigaciones. La consecuencia de dicho acto delincuencial fue la suspensión de servicios del tren ligero por un corto tiempo, hasta la reposición.

#### 2 de octubre de 2022
Al sur de la ciudad de Cochabamba, un sujeto intento robar unos cables. Sin embargo, el intento de acto delincuencial sale mal, como resultado el sujeto recibe una descarga eléctrica, siendo llevado a urgencias del Hospital Viedma. Se hizo conocer la denuncia de parte de la Operadora "Mi Tren". Después de un patrullaje, la Policía Boliviana logra identifical al delincuente, con quemaduras de primer y segundo grado en el 55% de su cuerpo.

### Grafitis y vandalismo
En la madrugada del 28 de septiembre de 2022, sujetos encapuchados ingresaron a la puerta del parqueo de vehículos de Estación Central San Antonio, burlando a la seguridad del mismo. Posteriormente, procedieron a grafitear a uno de los doce trenes que se encontraban en la Estación Central. En la parte lateral está grafiteada con la leyenda: "No violaras".  La operadora de transporte presentó su denuncia ante la Policía Boliviana, y bajo investigación por "daños a propiedad del Estado".

### Accidentes de tránsito
La imprudencia de conductores de vehículos particulares o de servicio público y de peatones en las invasiones a la vía férrea son factores que derivan a los accidentes de tránsito con el sistema de tren ligero, con daños materiales para los afectados de las colisiones. Varios casos de la imprudencia de los conductores de vehículos fueron registrados por vídeos provenientes de cámaras de vigilancia, o vídeos aficionados publicados en las redes sociales y difundido en medios de comunicación de la región. Además, se difundían vídeos en que los vehículos obstruían el paso del tren, obligando a que los trenes se detengan para evitar accidentes.

#### 11 de enero de 2023
El tranvía que circulaba por la ruta de la línea verde fue chocado por un taxi de servicio público; el hecho ocurrió en las avenidas Sajama y Juana Azurduy de Padilla. Según testimonios de los pasajeros, el infractor era el taxista quien estaba bajo los efectos del alcohol. Posteriormente, se dio a la fuga después del accidente.

#### 23 de mayo de 2023
Se registró otro accidente en la línea verde, a la altura de las avenidas Arquímedes y Rafael Pabón, con daños de consideración. Fue registrado por cámaras de seguridad del tren, marcando a horas 12:57 del 23 de mayo.

#### 24 de agosto de 2023
En la mañana del jueves 24, un motociclista que circulaba a gran velocidad  intentó rebasar al tren sin éxito, provocando daños a ambos vehículos. Este hecho se registró en la Avenida Circunvalación, en la ruta Quillacollo-Vinto de la línea verde. Este accidente está bajo investigación de la Dirección General de Tránsito de la Policía Boliviana.

#### 7 de octubre de 2023
En la tarde del sábado 7 de octubre, un vehículo que prestaba servicio de taxi o "radiotaxi" intentó rebasar al tranvía, chocando en el acto. Dicho acontecimiento se registró en el cruce de las avenidas Arquímedes y Rafael Pavón, OTB Paraíso de La Chimba, al suroeste de la ciudad de Cochabamba; ambos vehículos sufrieron notables abolladuras. En el reporte preliminar de la Dirección de Tránsito de la Policía Boliviana, la conductora del vehículo tipo taxi había intentado ganar el paso del tren, provocando así el accidente, con daños materiales de consideración.
Posteriormente, a horas de la noche del 7 de octubre se denunció otro accidente. En la línea roja, al promediar las 19:30 horas una vagoneta gris intentó rebasar al tren, impactando contra el tren de forma irresponsable.

#### 11 de octubre de 2023
Se hace la denuncia contra el conductor que colisiono contra el tren, suscitado a las 13:42 horas, procesado por "conducción peligrosa de vehículo". El hecho fue registrado por cámaras de seguridad, en el tramo a Vinto de la línea verde.

### Invasión ilegal de comerciantes informales
Debido a una convocatoria para comerciantes a usar casetas instaladas por la Operadora de Mi Tren desde finales del mes de septiembre. Un grupo de comerciantes que se internaron en la entonces "ex-Estación Cochabamba" tomaron el ingreso del edificio patrimonial de la "Antigua Estación de San Antonio". Dichos comerciantes aseguran que estuvieron en dicha infraestructura para vender sus productos hasta antes de la intervención del Ministerio de Obras Públicas, y exigen su restitución.

## Controversias

### Observaciones al proyecto
El diputado Rodrigo Valdivia y el asambleísta Mario Orellana (en ese entonces opositores al partido en función de Gobierno) observaron varias irregularidades en el proceso de contratación de la empresa española JOCA, una de las dos empresas adjudicadas en la Asociación Accidental Tunari. El contrato que denuncian los legisladores fue suscrito en septiembre de 2015, y no cumplió con los protocolos establecidos, por lo tanto, no tiene validez legal alguna. Valdivia recalco que JOCA no tenía base en territorio boliviano, ni el registro a Impuestos Internos mediante NIT y carecía de matrícula de comercio, para el momento en que se acordó el contrato.
El ministro de Obras Públicas, Iván Arias, informo que se identificaron irregularidades, tanto técnicas y administrativas en el proyecto, presentando a su vez una propuesta para garantizar su continuidad. Al mismo tiempo, acusó al anterior gobierno de su rápido proceso de contratación, de menos de un mes, del cual el ministro reitera que el proceso por lo menos debió ser realizada en tres meses.

"Hemos identificado falencias técnicas de que en realidad se podía haber hecho un mejor proyecto, que ya no es culpa de la empresa, sino que es culpa del Gobierno anterior, que en vez de pensar en el bien común pensó en la política, entregó este proyecto, desde la limitación hasta la entrega, la adjudicación en 18 días hábiles".
Iván Arias, ministro de Obras Públicas (2019-2020)

La Alcaldía de Cochabamba decidió objetar el proyecto, anunciando que no aprobará nada hasta que la empresa presente las documentaciones necesarias para el proyecto, junto con sus respectivas garantías. En una resolución del Foro, realizado el 11 de enero de 2020, instruyo al Ministerio de Obras Públicas paralizar las obras entre tanto ejecuten las auditorias, y un estudio de alternativas en varios problemas que se presenta, incluido la ruta de la línea amarilla.

### Inundaciones
Al momento de realizar el proyecto, se cuestionaron los métodos en caso de temporada de lluvias, por lo que los vecinos del Barrio Manaco del municipio de Quillacollo condicionaron el reinicio de obras de la línea verde, demandando a la asignación de recursos para los drenajes fluviales, así como las conexiones de otros servicios básicos. Dicha protesta se registró durante una inspección interinstitucional, sucedido el mes de octubre de 2018.
Dirigentes de juntas vecinales y distritos de cinco municipios de la Región Metropolitana, denunciaron que varios sectores de la línea verde del tren metropolitano existen trabajos inconclusos, que generaron inundaciones en el municipio de Colcapirhua. Responsabilizan a la empresa JOCA de los daños a viviendas y exigen pronta solución a los estancamientos de agua de lluvia.
Los vecinos de la OTB Killman (cercana al Aeropuerto Jorge Wilstermann), denunciaron que el tramo qué pasa por la zona no cuenta con desagüe pluvial, y eso ocasiona estancamiento de agua en varios sectores. Rosario Cáceres, representante de los vecinos del sector, manifestó que reclamaron en varias ocasiones a la empresa JOCA Molinari, sin recibir alguna respuesta.
El tramo entre la estación central de San Antonio y la avenida Manco Kapac que comprenden las líneas amarilla y verde son sectores donde hay agua detenida, producto de las lluvias, y la falta de drenaje fluvial. Las OTBs Killman y Villa Coronilla son las más afectadas, dejando con insatisfacción y molestia a los vecinos de dichas zonas urbanas. Mientras, la Unidad Técnica de Ferrocarriles (UTF) aseguro que se resolvería esta situación.

### Sobreprecio
A fines de 2019, luego del cambio de gobierno por la crisis política en Bolivia, se investigaron los contratos y costos del tren ligero. El contratista, compuesto por las empresas JOCA y Molinari, no habían revelado los precios unitarios de los ítems más importantes como el costo por kilómetro, vagones, estudios y la subcontratación de la empresa Belmonte, por lo cual se dio la sospecha de sobreprecio en esta obra.
La Asociación Accidental Tunari pidió al Gobierno de Jeanine Áñez saldar una deuda de Bs 447,7 millones (64,7 millones de dólares americanos), correspondientes a cuatro planillas de avance de obra por la construcción del tren metropolitano en la ciudad de Cochabamba.

### Subcontrataciones
El asambleísta departamental Freddy Gonzales, denunció al excoordinador de la Unidad Técnica de Ferrocarriles (UTF) Ariel Torrico, que impuso a la Asociación Tunari la contratación de las empresas Cacodaing y Canopo, vinculadas con su hermano Álex Torrico Rojas, para la construcción de tres subestaciones, y a otro grupo de empresas impuestas por la Brigada Parlamentaria de mayoría masista, y dirigentes de la Sindicato de las Seis Federaciones del Trópico de Cochabamba.
Cerca de 50 trabajadores de las empresas subcontratadas por la Asociación Tunari, protestaron en la jornada del 19 de diciembre de 2019, fuera de la estación central, exigiendo el pago de una deuda de 8 millones de bolivianos (más de un millón de dólares americanos). En la oportunidad, los trabajadores observaron la excesiva subcontratación que hay para la construcción de las tres líneas.
En la jornada del 7 de enero de 2020, trabajadores reclamaron por pago de salarios de los meses laborales de noviembre y diciembre, además del aguinaldo a unas 100 personas, ya que estas últimas no fueron recibidas por los trabajadores que asumieron medidas de presión junto a una empresa subcontratada, Dinocorp, que también reclamo el pago de sus derechos laborales.
En mayo de 2020, grupo de trabajadores protestaron en las oficinas de la Unidad Técnica de Ferrocarriles del Ministerio de Obras Públicas, exigiendo pago de salarios no pagados debido a la falta de desembolsos, tanto al consorcio Joca-Molinari, como al gobierno central.
En 2021, y a pesar de los pagos, las deudas de las empresas con los subcontratistas continuaban, con seis meses no pagados hasta el mes de julio de 2021, y un saldo de 139 millones de dólares en el proyecto que aún no se invirtió. El gerente de la Asociación Accidental, Domingo García señalo que el avance físico era del 76%, mientras que el financiero avanzó en un 66%.

### Paralización de la obra
Debido al impacto negativo de la pandemia de COVID-19 en el campo de la construcción y a la demora en el desembolso de planillas de pago para trabajadores perjudicados, el proyecto del Tren Metropolitano quedó paralizado. La AAT informó que no se entregaría el proyecto para agosto de 2020 y reclamó al gobierno que se solucionen los problemas de pagos, el recojo de materiales que están en puertos chilenos, asegurando que no había predisposición del Gobierno para solucionar. El Ministerio de Obras Públicas deslindó responsabilidades respecto al remate de los equipos, y afirmó que no estaba en el contrato el pago a los subcontratados, y que la empresa tiene una deuda de 335 millones de bolivianos, cerca de 50 millones de dólares.
Los cívicos, transportistas, subcontratistas y vecinos que viven a cercanías de los rieles del proyecto paralizado, exigieron que concluyan las obras. Esto se debe que los entonces ministros de Economía Óscar Ortiz y Obras Públicas Iván Arias comunicaron el 3 de septiembre que el Tesoro General de la Nación no podría solventar la construcción del proyecto.

### Controversia por trazado de la Línea Amarilla

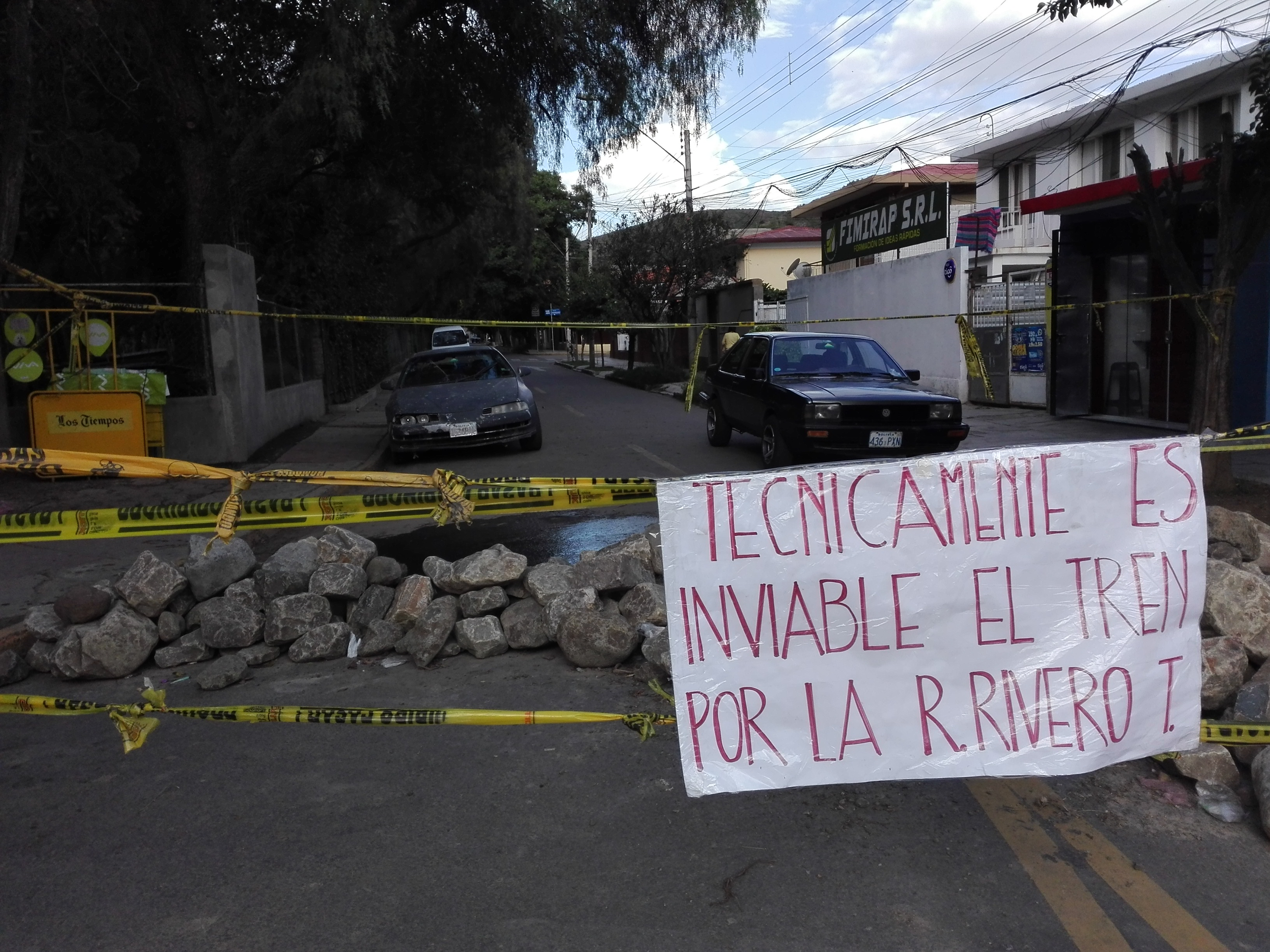
Protesta de vecinos de la zona del Jardín Botánico, en rechazo al trazo de Línea Amarilla.

#### Definición del trazo
El 22 de noviembre de 2018, el ministro de Obras Públicas del Gobierno de Evo Morales, Milton Claros, sostuvo una reunión con la alcaldesa interina de Cochabamba de esa gestión, Karen Suárez para socializar el trazado en la ruta de la línea amarilla del Tren Metropolitano, del que su trazo sería por el río Rocha de Cochabamba.  En este evento se dispuso la coordinación de reuniones, además del encuentro de los equipos técnicos de ambas instituciones, y la empresa constructora a una reunión el lunes 26 de noviembre para determinar el trayecto del tren, informó Claros. Por su parte, Suárez expresó su disponibilidad para realizar esta obra que beneficiará a la comuna cochabambina. Dichas reuniones no llegaron a un consenso.
El trazado de la línea amarilla del tren metropolitano recorrerá la avenida Costanera. Según el diseño que se maneja por ahora, compartirá la vía con los vehículos, informó el jefe de la Unidad Técnica de Ferrocarriles del Ministerio de Obras Públicas (UTF), Ariel Torrico. Se trabajará en estudios de aforo vehicular. Con estos datos, se podrá ultimar detalles de la línea en la reunión con el municipio, agendada para el 4 de enero de 2019, agregó.
El trazo oficial de la línea amarilla inicia desde la Estación San Antonio, pasando por el río Rocha para llegar a Sacaba.

“Todo va ir dentro del río, para lo cual necesitamos tres metros, el muro de contención antiguo va ser reforzado, para poder meter el carril de circulación del Tren Metropolitano (…) Estudios adicionales indican que no se va afectar las aceras, áreas verdes y calles”.
Ariel Torrico, coordinador general de la Unidad Técnica de Ferrocarriles

A falta de una solución del problema que no se atendió desde el inicio, el ministro de Obras Públicas de la gestión presidencial de Jeanine Áñez, Iván Arias, informó que se trabaja en la elaboración de cinco propuestas que serían presentadas el 10 de enero de 2020, fecha del Foro de instituciones públicas y privadas.

#### Propuesta de teleférico
El arquitecto y exconcejal municipal de Cochabamba, Johnny Antezana, presentó su proyecto de incluir un teleférico al trazo del Tren Metropolitano a autoridades nacionales y departamentales como  "una alternativa más ecológica" a la línea amarilla a representantes del Ministerio de Obras Públicas y Transporte. Su deseo es que "ellos puedan considerarla", ya que los principios que la sustentan son de orden ambiental, económico y social. La propuesta también presentada en la plaza central de la ciudad el mismo día 22 de febrero de 2019. El secretario de Planificación del Gobierno de la ciudad de Cochabamba, Rafael Sainz, manifestó que como municipio no "son dueños del tren metropolitano" para considerar la alternativa de teleférico que plantea Jhonny Antezana.

#### Reclamo ciudadano
Tras problemas de trazado de la ruta, el 12 de febrero de 2019, vecinos de las OTB Martín Cárdenas, Seminario San Luis y Santa María, bloquearon la Muyurina para rechazar su propuesta.  Sin embargo, los de la Asociación Accidental Tunari (JOCA - Molinari) minimizaron los reclamos ya que en su versión no perjudica a nadie, y varias organizaciones e instituciones de construcción reclamaron para que la asociación presente el diseño final de dicha ruta.
Los vecinos de la avenida Ramón Rivero, rechazaron nuevamente la propuesta de retomar el proyecto para que la línea amarilla del tren metropolitano pase por este sector. Aún no conocen oficialmente el nuevo trazo en la que estarían trabajando la Asociación Accidental Tunari y el Ministerio de Obras Públicas.

"La franja del tren pasa por tres metros de la vía; no tendría por qué afectar a nadie. No está definido, porque la Alcaldía nos observa".
Domingo García. Gerente A. A. Tunari

### Vagones
Los vagones que componen los dos primeros tranvías que llegaron para el proyecto de tren metropolitano de Cochabamba están expuestos a la intemperie, sin cobertores y tienden a deteriorarse en la subestación de la línea roja, ubicado en la Facultad de Agronomía de la Universidad Mayor de San Simón, cerca de la Refinería Gualberto Villaroel. El responsable de la Unidad Técnica de Ferrocarriles, Limber Illanes, asegura que los tranvías no se malograrán porque fueron construidos para funcionar a la intemperie, y en su versión ante los medios de comunicación señala que ambas unidades están cubiertas con sus respectivos cobertores.
La AAT informó que los materiales del tranvía estaban en las aduanas de los puertos chilenos de Iquique y Arica, corriendo el riesgo de ser rematados. Entre esos materiales están cinco trenes, subestaciones eléctricas y elementos de catenaria, entre otros materiales valorados en un monto de 172 millones de bolivianos (casi 25 millones de dólares americanos). Illanes señaló que tienen 12 meses de estadía, sin multa ni cobro adicional en el puerto de Arica.
La Administradora de Servicios Portuarios-Bolivia había recomendado a las empresas responsables utilizar el puerto de Arica bajo su responsabilidad, y no la del Estado Boliviano. Dichas recomendaciones fueron presentadas desde la gestión 2017, donde según la entidad boliviana señala que el tiempo de permanencia es de un año a 90 días en el puerto de Arica, mientras en Iquique no hay ni presencia de instituciones del Estado Boliviano. Mientras el consorcio denuncia al gobierno de la falta de pagos desde hace un año, Domingo García, gerente de la Asociación Accidental Tunari, informó a un medio de comunicación que la decisión de desviar los trenes hacia el puerto de Iquique fue durante el conflicto suscitado entre el puerto de Arica con la Administradora de Servicios Portuarios de Bolivia y la coincidente llegada de los trenes. El Gobierno Boliviano sostiene que elementos de catenaria y otros materiales aún no son de propiedad del Estado boliviano y que son responsabilidad de las empresas.

## Líneas

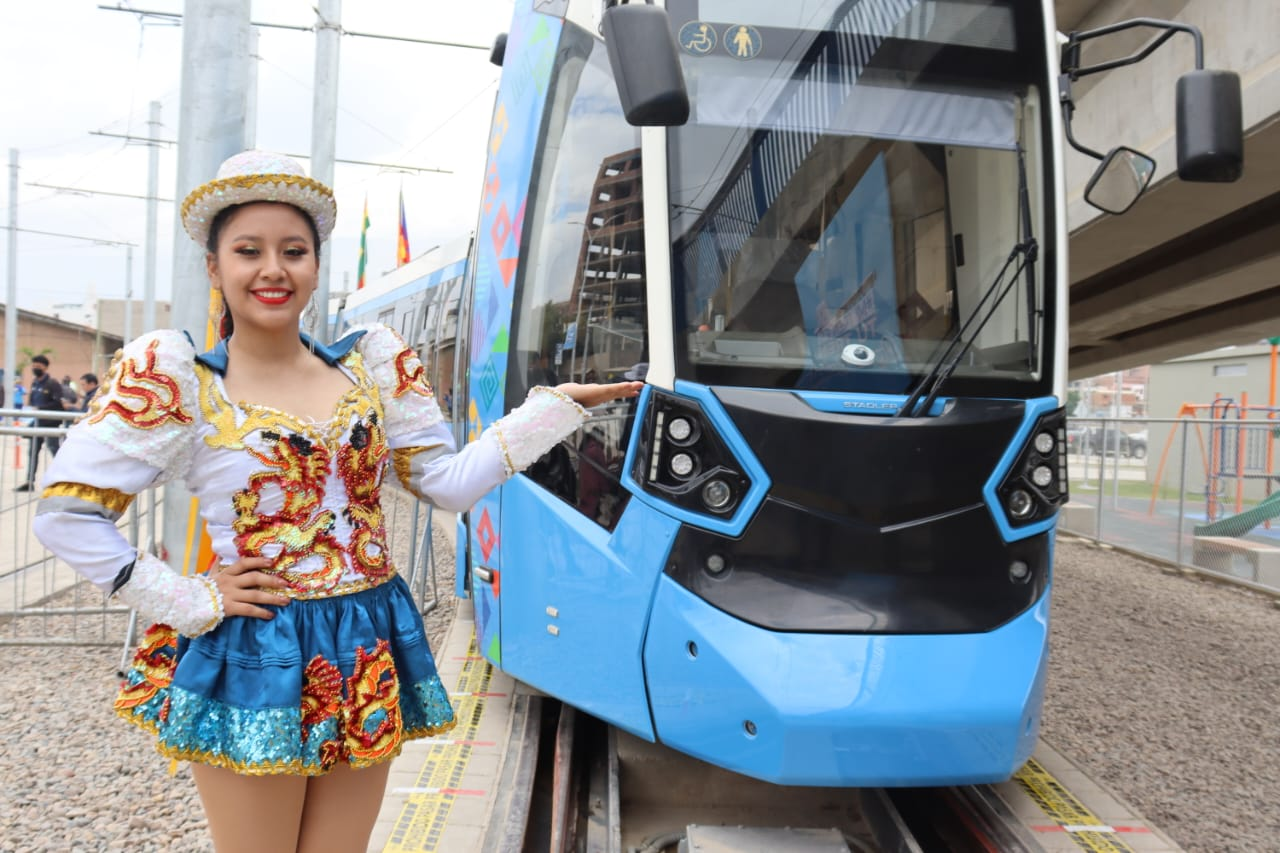
Tren Metropolitano de Cochabamba "Mi Tren".

Cuenta con dos líneas operativas: Verde y Roja. La Línea Amarilla actualmente se encuentra en construcción. Se tiene proyectado dos líneas más: Morada, hasta el municipio de Sacaba; y Celeste, hasta Tiquipaya.
| Líneas del tren metropolitano de Cochabamba |            |                                                                                       |               |                  |                   |                                                                                          |
| Línea                                       | Línea      | Recorrido                                                                             | Longitud [km] | Tiempo recorrido | N.º de estaciones | Servicio                                                                                 |
| 1                                           | 'Verde'    | Estación Central San Antonio-Colcapirhua-Quillacollo-Vinto-Suticollo                  | 27,37         | 45 minutos       | 23                | Sin servicios el 1 de mayo, y días del peatón. Todos los días de 6:10 a. m. a 8:00 p. m. |
| 2                                           | 'Amarillo' | Estación Central San Antonio - Aeropuerto "Jorge Wilstermann"-Nueva Terminal de Buses | Desconocido   | Desconocido      | 5                 | Sin servicios el 1 de mayo, y días del peatón. Todos los días de 6:10 a. m. a 8:00 p. m. |
| 3                                           | 'Roja'     | Estación Central San Antonio-Facultad de Agronomía UMSS                               | 5,5           | 12 minutos       | 5                 | Sin servicios el 1 de mayo, y días del peatón. Todos los días de 6:10 a. m. a 8:00 p. m. |

## Estaciones

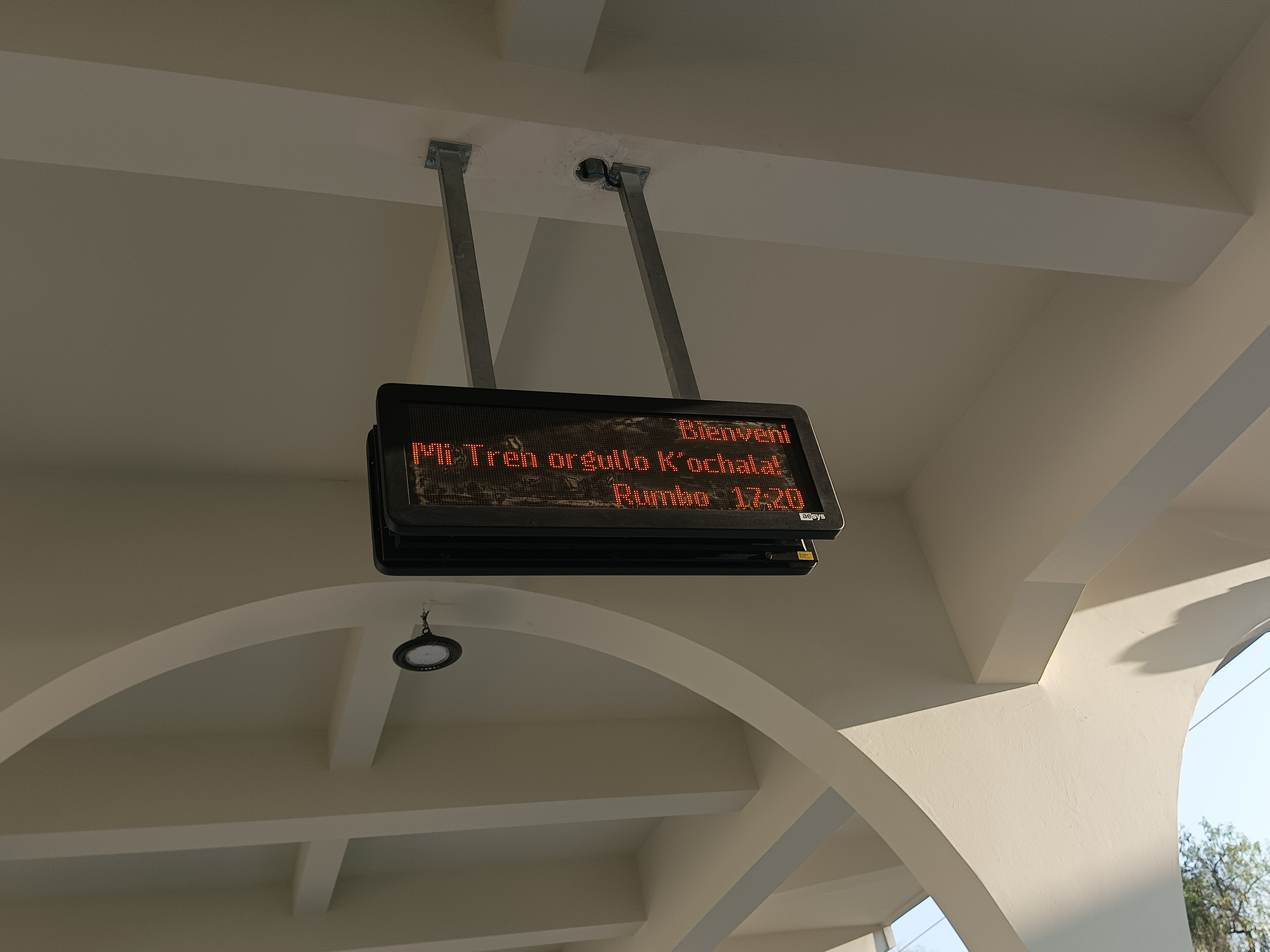
Pantalla de información de andenes de Antigua Estación «San Antonio» (exestación Cochabamba).

La estación principal es la Estación Central San Antonio inaugurada en 1964, la cual fue construida para el tranvía histórico (1910-1948). En la actualidad existe la estación antigua, la cual servía al tranvía histórico, fue declarada patrimonio municipal por el Concejo Municipal en 2015, y alberga oficinas de ENFE Residual; y la estación nueva, construida para Mi Tren.

### Línea Verde
| Número de parada | Parada/estación              | Principales locaciones y observaciones | Ubicación                                                            | Comb.                                                       | Estación                  |
| ---------------- | ---------------------------- | --- | -------------------------------------------------------------------- | ----------------------------------------------------------- | ------------------------- |
| 0                | Estación Central San Antonio | Área Comercial «La Cancha», Centro Comercial «Molino el Gallo», Terminal de Buses Cochabamba, Edificio histórico «Estación Antigua San Antonio» | Estación Central San Antonio                                         | Combinación con Línea Amarilla · Combinación con Línea Roja | Terminal y de combinación |
| 1                | Cementerio                   | Cementerio General de Cochabamba | Avenida Sajama e ingreso del Cementerio General                      | Combinación con Línea Amarilla                              | De combinación            |
| 2                | Aeropuerto                   | Aeropuerto Internacional «Jorge Wilstermann» (ingreso), Dirección Departamental de Tránsito de la Policía Boliviana                             | Avenida Sajama y Avenida Manco Capac                                 | Combinación con Línea Amarilla                              | De combinación            |
| 3                | Parque Mariscal Santa Cruz   | Parque Mariscal Santa Cruz, Centro Acuático Municipal de Cochabamba, Velódromo Edgar Cueto, Regimiento CITE                                     | Avenida Cornelio Saavedra esquina Cañada Cochabamba                  | Combinación con Línea Amarilla                              | De paso                   |
| 4                | Beijing                      | Mercado Coraca | Cañada Cochabamba esquina Avenida Circunvalación Beijing             | Combinación con Línea Amarilla                              | De paso                   |
| 5                | Villa Busch                  | Almacén Farmacorp, Parque Industrial de Maica Norte, ENDE Transmisión                                                                           | Avenida Arquímedes con Max Von Laile                                 | Combinación con Línea Amarilla                              | De paso                   |
| 6                | Señora de La Merced          | | Avenida Arquímedes con Santiago Sunyer                               | Combinación con Línea Amarilla                              | De paso                   |
| 7                | Santa Rosa                   | Campus Universidad Privada Boliviana | Avenida Arquímedes con Avenida Comercio (Colcapirhua)                | Combinación con Línea Amarilla                              | De paso                   |
| 8                | Barrio Ferroviario           | | Avenida Arquímedes con Avenida 14 de Febrero                         | Combinación con Línea Amarilla                              | De paso                   |
| 9                | Colcapirhua                  | Estadio Municipal de Colcapirhua | Avenida Arquímedes con calle Sucre (Colcapirhua)                     | Combinación con Línea Amarilla                              | Terminal                  |
| 10               | Piñami                       | | Avenida Arquímedes con Tiburcio Meneses                              | Combinación con Línea Amarilla                              | De paso                   |
| 11               | Cotapachi                    | Villa Militar de Cotapachi, Palacio de Justicia de Quillacollo.                                                                                 | Avenida Cirunvalación con Avenida Bolívar y Avenida 14 de Septiembre | Combinación con Línea Amarilla                              | De paso                   |
| 12               | Avenida Ferroviaria          | | Avenida Circunvalación con Avenida Ferroviaria                       | Combinación con Línea Amarilla                              | De paso                   |
| 13               | Quillacollo                  | Mercado de productores de la papa | Avenida Circunvalación con Martín Cárdenas                           | Combinación con Línea Amarilla                              | Terminal                  |
| 14               | Cementerio de Quillacollo    | Cementerio de Quillacollo, Polideportivo Municipal de Quillacollo                                                                               | Avenida Circunvalación con Thomas Bata                               | Combinación con Línea Amarilla                              | De paso                   |
| 15               | Miguel Mercado               | |                                                                      | Combinación con Línea Amarilla                              | De paso                   |
| 16               | Vinto                        | Mercado Central de Vinto, Estadio Municipal de Fútbol «Hipolito Lazarte», Plaza Principal de Vinto                                              | Avenida Circunvalación con Avenida Tomás Patiño                      | Combinación con Línea Amarilla                              | De paso                   |
| 17               | Río Khora                    | |                                                                      | Combinación con Línea Amarilla                              | De paso                   |
| 18               | Vinto Chico                  | |                                                                      | Combinación con Línea Amarilla                              | De paso                   |
| 19               | Cruce Payacollo              | |                                                                      | Combinación con Línea Amarilla                              | De paso                   |
| 20               | Río Viloma                   | |                                                                      | Combinación con Línea Amarilla                              | De paso                   |
| 21               | Sorata Huancarani            | |                                                                      | Combinación con Línea Amarilla                              | De paso                   |
| 22               | Pueblo Nuevo                 | |                                                                      | Combinación con Línea Amarilla                              | De paso                   |
| 23               | Suticollo                    | Antiguo puente de Ferrovia "Cochabamba - Oruro"                                                                                                 |                                                                      | Combinación con Línea Amarilla                              | Terminal                  |

### Línea amarilla
| Estación                     | Ubicación                                           | Comb.                                                    | Estación                  |
| ---------------------------- | --------------------------------------------------- | -------------------------------------------------------- | ------------------------- |
| Estación Central San Antonio | Estación Central San Antonio                        | Combinación con Línea Verde · Combinación con Línea Roja | Terminal y de combinación |
| Cementerio                   | Ingreso principal al cementerio, Calle Estaban Arce | Combinación con Línea Verde                              | De combinación            |
| Aeropuerto                   |                                                     | Combinación con Línea Verde                              | De combinación            |
| Jorge Wilstermann            |                                                     | Combinación con Línea Verde                              | De paso                   |
| Nueva Terminal               |                                                     | Combinación con Línea Verde                              | Terminal                  |

### Línea Roja
| Número de paradas | Paradas                       | Principales locaciones y observaciones                                        | Ubicación                                                                                 | Comb.                                                        | Tipo de parada            |
| ----------------- | ----------------------------- | ----------------------------------------------------------------------------- | ----------------------------------------------------------------------------------------- | ------------------------------------------------------------ | ------------------------- |
| 0                 | Estación Central «Cochabamba» | Área comercial «La Cancha», Edificio histórico «Estación Antigua San Antonio» | Edificio Histórico: Calle Tarata #0442 entre calle «Mercado La Paz» y avenida Barrientos. | Combinación con Línea Verde · Combinación con Línea Amarilla | Terminal y de combinación |
| 1                 | Estación Central San Antonio  |                                                                               | Edificio nuevo: Avenida 6 de agosto, entre calle Angostura y avenida Barrientos.          | Combinación con Línea Verde · Combinación con Línea Amarilla | Terminal y de combinación |
| 2                 | El Arco                       |                                                                               |                                                                                           | Combinación con Línea Amarilla                               | De paso                   |
| 3                 | Santa Bárbara                 | Mercado "Santa Bárbara"                                                       | Avenida Independencia y Avenida Santa Bárbara.                                            | Combinación con Línea Amarilla                               | De paso                   |
| 4                 | Alejo Calatayud               | Edificio "Subalcaldia - Comuna Alejo Calatayud"                               | Avenida Independencia y calle Matias Cotrina.                                             | Combinación con Línea Amarilla                               | De paso                   |
| 4                 | OTB Universitario             | Parada Sur de colectivos intermunicipal "Linea W"                             |                                                                                           | Combinación con Línea Amarilla                               | De paso                   |
| 5                 | Politécnico                   |                                                                               |                                                                                           | Combinación con Línea Amarilla                               | De paso                   |
| 6                 | El Molino                     | Ingreso de Facultad de Agronomía                                              | Frontis de la Facultad de Agronómia (UMSS). Avenida Petrolera.                            | Combinación con Línea Amarilla                               | De paso                   |
| 7                 | UMSS-Facultad de Agronomía    | Parada final, próximo a extenderse a Uspha Uspha.                             |                                                                                           | Combinación con Línea Amarilla                               | Terminal                  |
| 8                 | Santa Vera Cruz               | En Construcción                                                               |                                                                                           | Combinación con Línea Amarilla                               |                           |
| 9                 | Puente Arrumani               | En Construcción                                                               |                                                                                           | Combinación con Línea Amarilla                               |                           |

## Material rodante

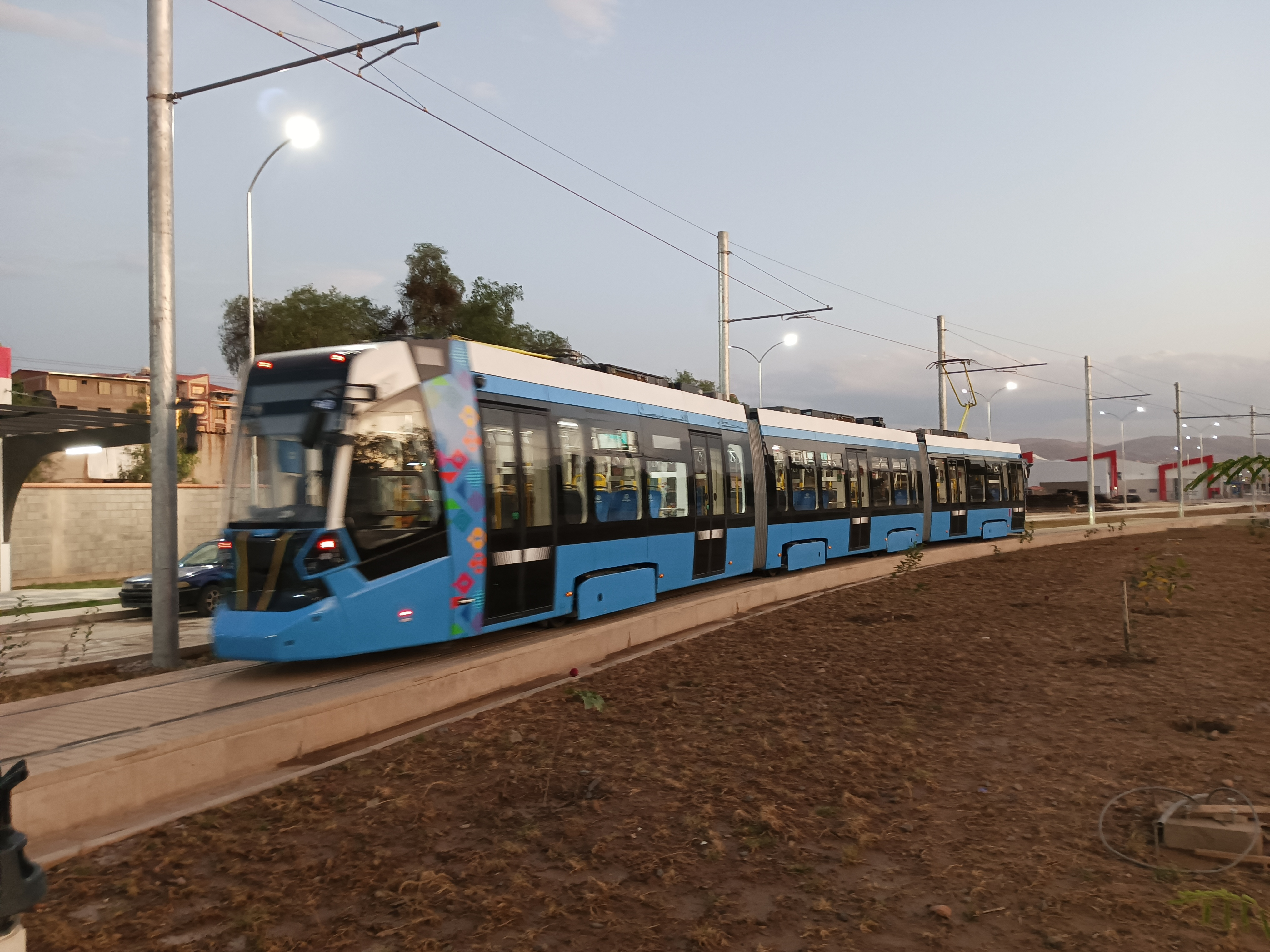
Stadler 85601M saliendo de uno de los andenes de la Antigua Estación "San Antonio" (ex-estación "Cochabamba").

### В85601М
Los tranvías son fabricados bajo norma europea por Stadler Rail, de tres secciones y de piso bajo. La capacidad es de 376 pasajeros (8 personas/m²). La característica especial del tranvía ligero es su velocidad máxima de operación de 60 km/h.
| Modelo  | Año de fabricación | Total de coches           | Ancho de vía    | Electrificación                     | Formación                               | Cabina del conductor         | Disposición de ejes        | Referencias |
| ------- | ------------------ | ------------------------- | --------------- | ----------------------------------- | --------------------------------------- | ---------------------------- | -------------------------- | ----------- |
| B85601M | 2019 -             | 12                        | 1435mm          | 525 - 900 V CC                      | Vehículo articulado de tres carrocerías | Bidireccional                | Bo'2'2'Bo'                 | [ 100 ]     |
| B85601M | Largo              | Ancho                     | Alto            | Altura del suelo                    | Tasa de piso baja                       | Peso para operación          | Carga por eje              | [ 100 ]     |
| B85601M | 33,760mm           | 2,500mm                   | 3,600mm         | 350mm                               | 100%                                    | 46.5t                        | 10,06                      | [ 100 ]     |
| B85601M | Velocidad máxima   | Velocidad máxima diseñada | N.º de asientos | Capacidad                           | Capacidad                               | Salida del motor de tracción | Potencia máxima de motores | [ 100 ]     |
| B85601M | Velocidad máxima   | Velocidad máxima diseñada | N.º de asientos | Densidad de pasajeros 4 personas/m2 | Densidad de pasajeros 8 personas/m2     | Salida del motor de tracción | Potencia máxima de motores | [ 100 ]     |
| B85601M | 60km/h             | 80km/h                    | 66              | 221                                 | 376                                     | 105kw                        | 420kw                      | [ 100 ]     |

## Tarifas y financiación
El boleto de ida del Tren Metropolitano de Cochabamba desde Estación Central San Antonio a Estación Municipal Agronomía en la Línea Roja es de 3,50 bolivianos (equivalente a 0,50 dólares estadounidenses en cambio oficial), el boleto para sector preferencial (personas de la tercera edad, personas con discapacidad, niños, y estudiantes de universidades) es de 2 bolivianos. Precios que rigieron desde el mes de noviembre de 2022. En tanto, el boleto de ida desde Estación Central San Antonio a Estación Municipal Quillacollo es de 4 bolivianos, establecido por la Autoridad de Telecomunicaciones y Transportes (ATT). La tarifa de ida para estudiantes de primaria y secundaria (educación intermedia) es de 1 boliviano. Tras la reapertura de la Estación Antigua «Cochabamba», y por periodo de socialización, el pequeño tramo de La Cancha hasta avenida 6 de agosto (600 a 800 metros de distancia) recibe la tarifa única de 1 boliviano. El boleto del tramo Quillacollo a Vinto tiene un valor de 1,50 bolivianos, por lo tanto, el recorrido de ida de Estación Central Antigua «Cochabamba» a Estación Municipal «Vinto» tiene un valor de 5,50 bolivianos. Finalmente, la tarifa de toda línea verde, iniciando en las estaciones "Cochabamba" (de "transbordo") y "San Antonio" hasta la estación Suticollo es de 8 bolivianos (equivalente a 1,15 dólares estadounidenses en el cambio oficial del BCB), siendo la tarifa del tramo "Vinto - Suticollo" es de 2,50 bolivianos, con pasaje diferenciado para personas adulto mayores, estudiantes de primaria y estudiantes de secundaria respectivamente, puesto en vigencia el 22 de noviembre de 2023. 
En el siguiente cuadro se muestra la escala de precios para los viajes del tren metropolitano "Línea Verde":
| Tramos                                             | Tarifa Adultos | Tarifa Estudiante | Tarifa Preferencial |
| -------------------------------------------------- | -------------- | ----------------- | ------------------- |
| San Antonio - Quillacollo                          | 4 Bs           | 1 Bs              | 2 Bs                |
| Quillacollo - Vinto                                | 1,50 Bs        | 1 Bs              | 1 Bs                |
| Vinto - Suticollo                                  | 2,50 Bs        | 1 Bs              | 2 Bs                |
| Cochabamba (La Cancha) - San Antonio               | 1 Bs           | 1 Bs              | 1 Bs                |
| Paradas Intermedias (Cementerio - Av. Ferroviaria) | 3 Bs           | 1 Bs              | 2 Bs                |
| Estación Cochabamba - Estación Suticollo           | 8 Bs           | 4 Bs              |                     |
| Estación San Antonio - Estación Suticollo          | 8 Bs           | 4 Bs              |                     |

## Frecuencia de salidas
La frecuencia de salidas para la línea verde desde Estación Central San Antonio a Estación Municipal Quillacollo es de 20 minutos. La frecuencia de salidas para la Línea Roja desde Estación Central San Antonio a Estación Agronomía es cada 30 minutos. La frecuencia de salidas de Línea Roja desde Estación Central San Antonio hasta la puerta de Antigua Estación San Antonio (exestación Cochabamba) es cada 20 minutos. El primer tren que sale a la primera hora de la jornada diaria, es desde las 6:20 de la  mañana desde la Estación Antigua «Cochabamba». La frecuencia de viajes en el tramo «Vinto - Suticollo» es de 14 viajes por día, a partir de las 6:30 a.m.  y el último a las 19:30 (7:30 p. m.).
Actualmente, se actualizó el horario, con la primera salida desde Estación «Cochabamba» (San Antonio - La Cancha) a las 5:55 a. m. y primera llegada a las 7:23 a. m. a la Estación «Suticollo». La primera salida desde Suticollo es a las 6:30 a. m., con llegada a la ciudad de Cochabamba (La Cancha) a las 7:55 de la mañana.

## Administración
El propietario del Tren Metropolitano es el Gobierno Central. El operador del Tren Metropolitano es el Ministerio de Obras Públicas, Servicios y Vivienda, a través de la Unidad Técnica de Ferrocarriles. Su director general ejecutivo de la operadora es Roger Uribe Rojas.

## Galería de imágenes

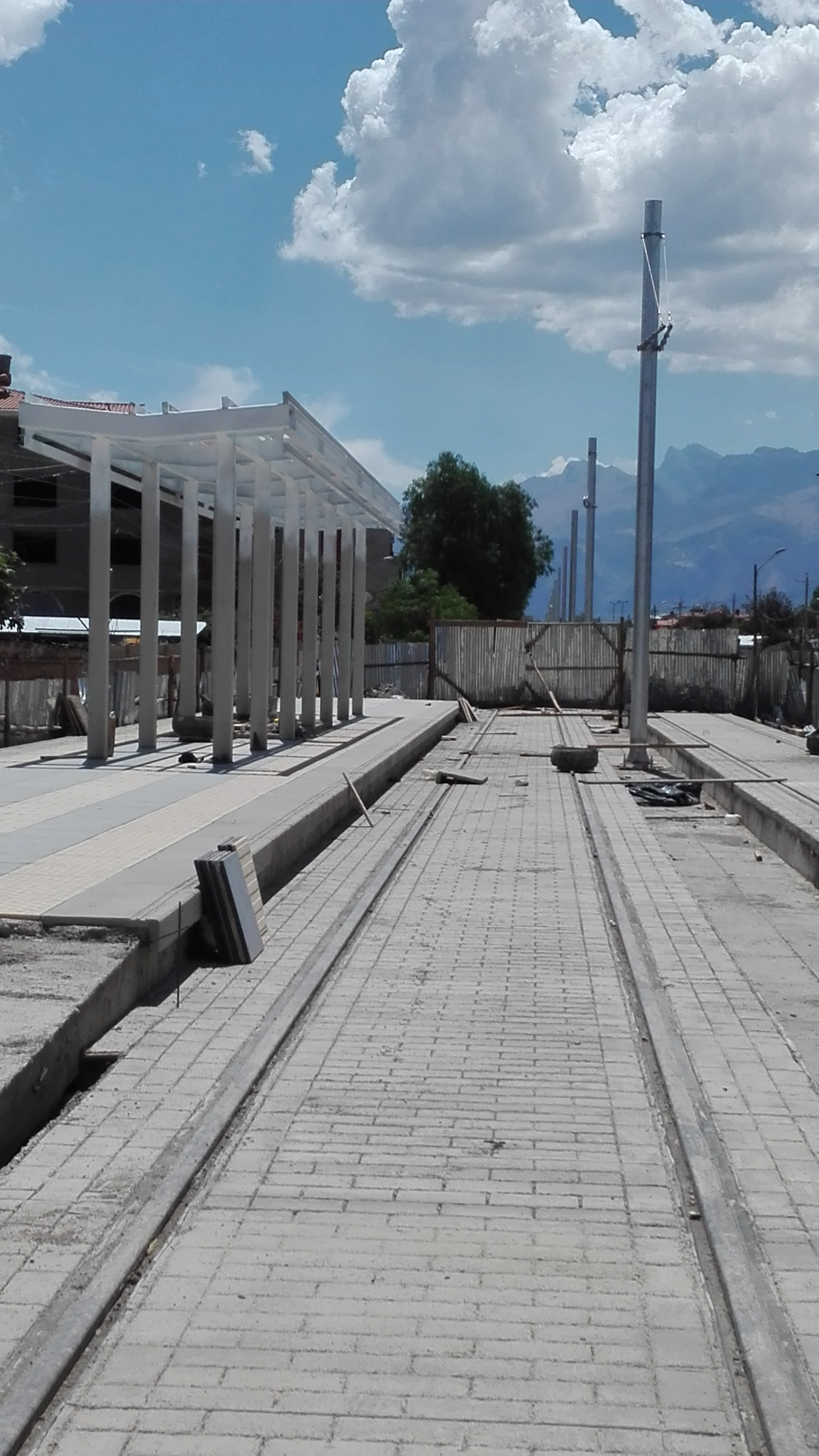
Estación del Tren metropolitano de Cochabamba, fotografía realizada el 20 de octubre de 2019, para ese entonces tiene escombros.
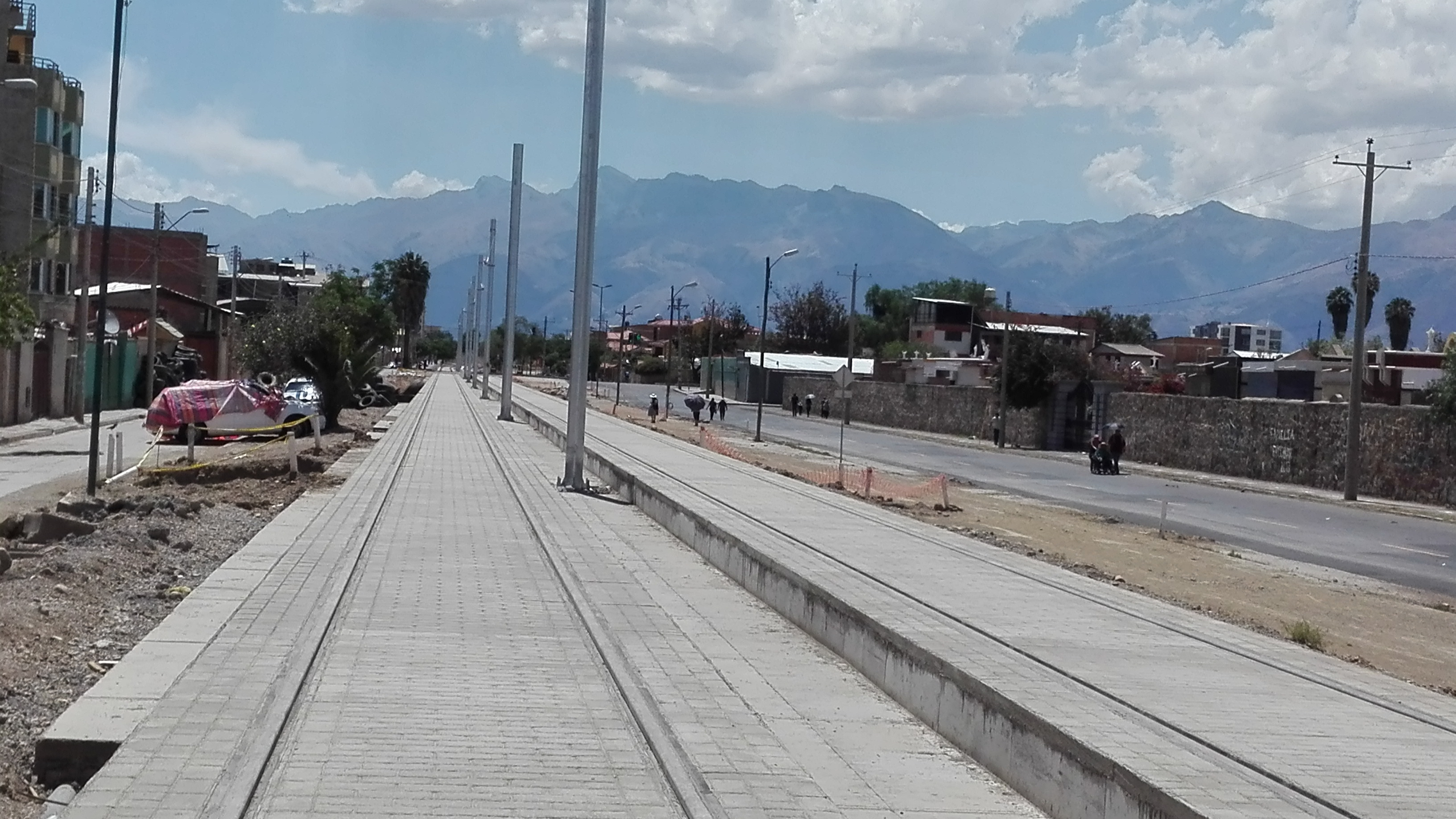
Carriles aun fuera de servicio o en construcción del Tranvía de Cochabamba.
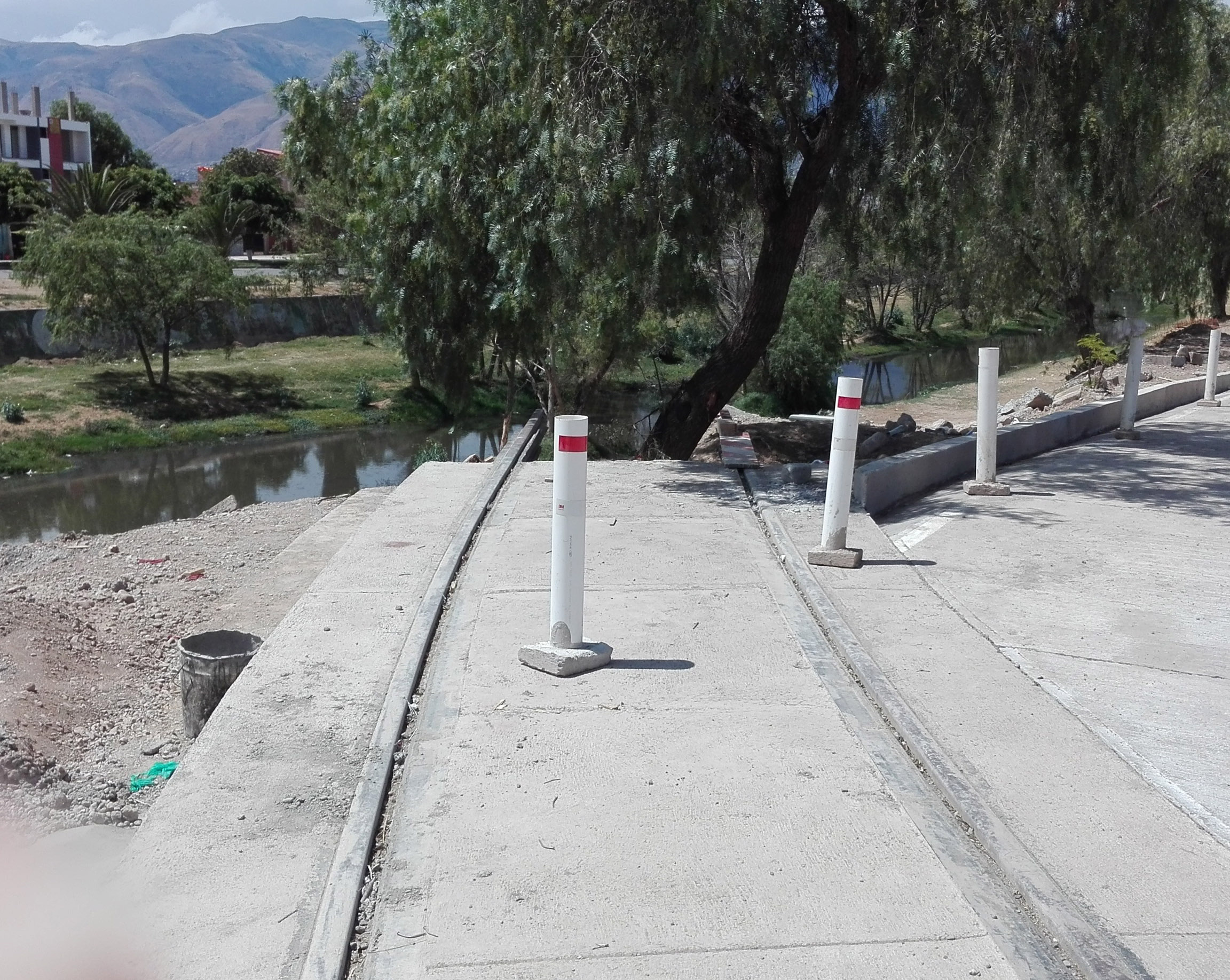
Carril de tranvía en dirección al río Rocha y áreas verdes.
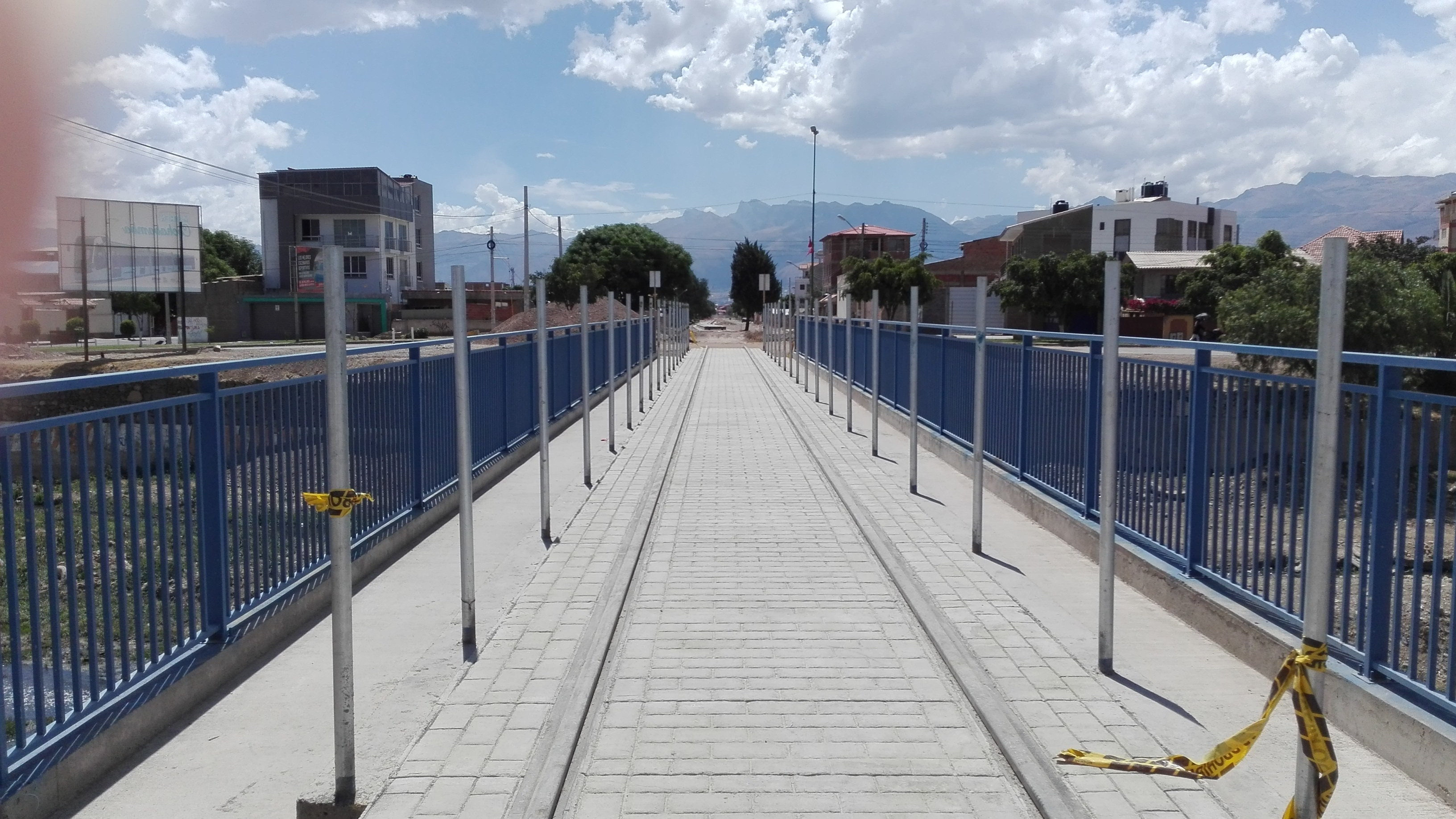
Puente del río Rocha.